# Rabin, the Last Day
Rabin, the Last Day is een Israëlisch-Franse film uit 2015 onder regie van Amos Gitai. De film ging in première op 7 september op het 72ste Filmfestival van Venetië.

## Verhaal
Op een zaterdagavond 4 november 1995 wordt de Israëlische premier en nobelprijswinnaar Yitzhak Rabin in het centrum van Tel-Aviv doodgeschoten tijdens zijn politieke campagne. De dader blijkt een vijfentwintigjarige ultranationalistisch Jood te zijn. Onderzoek naar de moord onthult een subcultuur van haat die gevoed wordt door historische retoriek, paranoia en politieke intriges. De extremistische rabbijnen die Rabin veroordeelden, beroepend op een oude Talmoedische uitspraak. De prominente rechtse politici die een haatcampagne voerden tegen Rabin. De militante Israëlische kolonisten zagen vrede als verraad. De veiligheidsagenten zagen wat er ging aankomen maar deden niets om het te voorkomen.

## Rolverdeling
| Acteur             | Personage |
| ------------------ | --------- |
| Ischac Hiskiya     |           |
| Pini Mittelman     |           |
| Michael Warshaviak |           |
| Einat Weizman      |           |
| Rotem Keinan       |           |
| Yogev Yefet        |           |
| Yael Abecassis     |           |